# ملعب نيمان
ملعب نيمان هو ملعب متعدد الاستخدام يقع في مدينة هرودنا البيلاروسية . غالبا ما يتم استخدامه لمباريات كرة القدم . يسع الملعب لجلوس 9 آلاف متفرج . يعتبر الملعب الرسمي الذي يخوض فيه نادي نيمان هرودنا مبارياته . تم افتتاح الملعب في سنة 1963 .